# Ян ван Гог
Ян ван Гог (нід. Jan van Gogh; 18 січня 1936, Мірло, Північний Брабант, Нідерланди) — нідерландський художник, скульптор і громадський діяч.

## Особисті дані
Народився в багатодітній родині Генрікуса-Корнеліуса і Жозефіни. Через важкі обставини під час Другої світової війни пізно пішов до школи. Ян ван Гог доводиться двоюрідним правнуком Вінсентові ван Гогу. Вільним художником він став у 1976 році. Працює в різних жанрах. Це, передусім, скляна та бронзова скульптура, живопис, графіка й інсталяція.

## Окремі аспекти творчості
Ще змалку Ян відчував потяг до мистецтва, любив музику, танці й театр, робив тривимірні витинанки з паперу, змальовував небачені фантастичні краєвиди. Його зарисовки відзначалися сюрреалістичністю. З часом Ян дедалі дужче проймався близькістю до природи, яка згодом стала посідати провідне місце в його творчості. Зокрема, восени він збирав листя та гілки вигадливої форми й творив із цього матеріалу композиції.
Стиль Яна ван Гога можна охарактеризувати як сучасний вінсентизм, а джерела натхнення тематично поділити на три групи.
- Сила природи, захист Матінки Землі від знищення.
- Права людей, зокрема ж — права жінок.
- Рух, танець, у якому криються символічні елементи. Це відображається у всіх жанрах творчости Яна ван Гога, але передусім — у роботах із скла, абстрактних творах, у мінливій грі форм.

Митець виношує в уяві об'єм і простір, подумки формуючи тривимірне зображення, завжди складніше, ніж двовимірне, й старається по-філософському передати зв'язок людини і всесвіту. Часто буває так, що попередньо написаний вірш визначає мотив скляної чи бронзової скульптури. Кожний твір має свою символіку, свій спосіб матеріалізування інформації. У своїй творчості Ян ван Гог виступає проти насилля над природою, проти нищення цінностей культури.
Слід відзначити художників, які найбільше вплинули на Яна:
- Клода-Оскара Моне — барвистими і романтичними композиціями;
- Вінсента ван Гога — потужною експресивністю й символікою; вплив також полягає у співзвучності внутрішніх процесів. У роботах цього знаменитого художника Ян знаходить багато паралелей із своїм способом виразу. Це емоційність, співчуття до пригноблених, боротьба за права людини, захист природи.
- Анрі-Марі-Раймона де Тулуз-Лотрека — характерним графічним відображенням танцю, музики і богемного життя;
- Антуана Певзнера — чудовими скульптурними монументальними роботами з потужною архітектонікою, конструктивізмом і крилоподібними мотивами;
- Пабло Пікассо — звільненням від гніту примусового реалізму, створенням можливості висловитися.

Із своїх картин Ян ван Гог найбільше цінує «Овер-сюр-Уаз», на якій показано гармонію природи і творіння людських рук. Це французьке містечко завжди приваблювало Яна. Біля церкви, що зображена на картині, поховані Вінсент ван Гог і його рідний брат Тео.

## Зв'язки з Україною
Вперше в Україні митець побував 1992 року — на симпозіумі майстрів художнього скла, й відтоді ця країна стала йому рідною. Не раз він приїжджав сюди. У 1997 р. Ян ван Гог познайомився зі своєю майбутньою дружиною — українською журналісткою Катериною Шинкаренко, яка тепер дієво допомагає йому в усіх починаннях. Зокрема, у серпні 2007 року ван Гог звернувся до першої леді України Катерини Ющенко із закликом взяти участь у його заснованому Фонді проти руйнування клімату на Землі.

## Освіта
- 1976—1981 Академія красних мистецтв (Антверпен, Бельгія)
- 1979—1981 Мистецька академія святого Йооста (Бреда, Нідерланди)
- 1980—1982 Мистецька академія (Штуттґарт, Німеччина)
- 1981—1986 Академія промислового дизайну (Ейндховен, Нідерланди)
- 1983—1986 Практика в дослідницьких лабораторіях фірми «Філіпс» (Ейндховен)

## Творча, педагогічна й громадська діяльність
- Вільний художник
- Викладач у майстер-класах Мистецького центру (Art Center) у Нідерландах
- Член ради товариства «Скло як видиме мистецтво» в Утрехті
- Професіональний керівник мистецьких класів в Альґарве (Португалія)
- Активний учасник різних заходів на честь великого митця Вінсента ван Гога
- Член журі художньої виставки в Парижі
- З 1992 р. учасник музичних і балетних видовищ. Його скляні іскристі бурульки вперше використано на музично-хореографічно-літературному шоу «Лід тане» («Melting Ice»), яке ставили в Амстердамі, Антверпені, Парижі й Токіо
- Творчий внесок у «Дім майбутнього» (Гертогенбос, Нідерланди)
- 1999 Член журі мистецької виставки в Суазі-сюр-Монморенсі (Париж, Франція)
- Член спілки «Beeldrecht» і мистецького об'єднання ФНВ

## Виставки
- 1985: Головний офіс «Роял датч мейл енд фоун компані» (Гронінген)
- 1986: Дослідницькі лабораторії фірми «Філіпс» (Ейндховен)
- 1988: Ейндховенський технологічний університет
- 1989: Ставка командування НАТО (Монс, Бельгія)
- 1990: Митецький центр скла (Утрехт, Нідерланди)

1992:
- L'espace courtieux (Сюрен, Франція)
- Галерея «Європа» («Europa»), (Лос-Осос, США)

1993:
- Інтернаціональний центр мистецтва (Міддельгарніс)
- Галерея «Brooks and Hays» (Лос-Анджелес, США)
- 1996: Клуб витонченого мистецтва (Голлівуд, США)

1997:
- Контора майбутнього (Гертогенбос)
- Замкова галерея (Антверпен, Бельгія)

1998:
- Замок Кройбекен (недалеко від Антверпена)
- Суазі-сюр-Монморенсі (Париж, Франція)
- 1999: Культурний центр (Львів, Україна)
- 31.12.1999: Створено картину «Бажання» на честь Вінсента ван Гога в рідному домі цього славетного художника в Зюндерті

2000:
- Галерея «Берніс» («Bernice») у Лойксгестелі (Нідерланди)
- Галерея «Cachet de Gire» у Тюрнгауті (Бельгія)

2001:
- «Дорожнє видовище» — з діяльністю художників у містах Боринаж і Овер-сюр-Уаз (Франція), у рамках приготування до Року ван Гога — 2003-го
- Виставка дизайну у Валкенсваарді (Нідерланди)
- Відкрита студія (Ейндховен)

2002:
- Експо інтернаціональних митців у Палаці мистецтв (Львів, Україна). Твори Яна ван Гога ілюструють календар, спеціально випущений з цієї нагоди
- Виставка в «Riverside Inn» («Корчма біля річки», Ґрантс-Пасс, США)

2003:
- (30.03.2003, 150-ті роковини Вінсента ван Гога). Відкрита студія і виставка в монастирі святої Анни (Зюндерт) на честь 150-х роковин від дня народження Вінсента ван Гога
- Дейвіс-Норт (Ґрантс-Пасс, США)
- Осінній салон (Львів, Україна)
- Відкрита студія в монастирі святої Анни (Зюндерт)
- Дейвіс-Норт (Ґрантс-Пасс, США)

2004 — 2005:
- Виставка в Ірвінґтоні, поблизу Нью-Йорка
- Виставка в Музеї мистецтва (Ґрантс-Пасс, США)
- Окремі роботи виставлялися в багатьох салонах у Польщі

2008: Виставка в галереї «Зелена канапа» (Львів, Україна)
Це далеко не повний список. Художні твори виставлено в постійних експозиціях багатьох галерей та інших установ усього світу.

## Зовнішні зв'язки
- Робо́ти Яна ван Гога в електронній галереї. [Архівовано 7 липня 2009 у Wayback Machine.]
- Картинна галерея «Зелена канапа». [Архівовано 4 січня 2010 у Wayback Machine.]
- Сторінка Гаррі ван дер Гейдена. [Архівовано 25 червня 2013 у Wayback Machine.]